# Monteiro Lobato
Monteiro Lobato (1882-1948) este un oraș în São Paulo (SP), Brazilia.